# Phép chuyển cơ sở
Trong toán học, một cơ sở có thứ tự của một không gian vectơ hữu hạn chiều n cho phép biểu diễn duy nhất một phần tử bất kỳ trong không gian vectơ bởi một vectơ tọa độ, tức là một dãy có thứ tự gồm n vô hướng xác định gọi là các tọa độ. Nếu phải xét hai cơ sở khác nhau, tọa độ biểu diễn cho một vectơ v trong một cơ sở nói chung là khác với tọa độ biểu diễn cho cùng vectơ v đó trong cơ sở kia. Một phép chuyển cơ sở là sự chuyển đổi mỗi một khẳng định được diễn đạt qua các tọa độ đối với một cơ sở thành một khẳng định được diễn đạt qua các tọa độ đối với cơ sở kia.
Một sự chuyển đổi như vậy là kết quả của việc áp dụng công thức chuyển cơ sở, tức là công thức biểu diễn tọa độ đối với một cơ sở theo các tọa độ đối với cơ sở kia. Sử dụng ma trận, công thức này có thể được viết như sau
{\displaystyle \mathbf {x} _{\text{cũ}}=A\,\mathbf {x} _{\text{mới}},}
trong đó các từ "cũ" và "mới" tương ứng chỉ cơ sở được xác định ban đầu và cơ sở kia, {\displaystyle \mathbf {x} _{\text{cũ}}} và {\displaystyle \mathbf {x} _{\text{mới}}} là các vectơ cột biểu diễn tọa độ của cùng một vectơ v trong hai cơ sở, và {\displaystyle A} được gọi là ma trận chuyển cơ sở (còn gọi là ma trận chuyển tiếp), là ma trận mà các cột của nó là các vectơ tọa độ của các vectơ cơ sở mới trong cơ sở cũ.
Bài viết này chủ yếu xét các không gian vectơ hữu hạn chiều. Tuy nhiên, nhiều kết quả dưới đây vẫn đúng với các không gian vectơ vô hạn chiều.

## Công thức chuyển cơ sở
Cho {\displaystyle B_{\text{cũ}}=(v_{1},\ldots ,v_{n})} là một cơ sở của không gian vectơ hữu hạn chiều V trên trường F.
Với mỗi  j = 1, ..., n, ta có thể xác định một vectơ wj bất kỳ bởi các tọa độ của nó {\displaystyle a_{i,j}} đối với cơ sở {\displaystyle B_{\text{cũ}}\colon }
{\displaystyle w_{j}=\sum _{i=1}^{n}a_{i,j}v_{i}.}
Cho
{\displaystyle A=\left(a_{i,j}\right)_{i,j}}
là ma trận mà cột thứ j là vectơ tọa độ của wj. (Từ đây về sau, chỉ số i luôn để chỉ các hàng của A và các vectơ {\displaystyle v_{i},} còn chỉ số  j để chỉ các cột của của A và {\displaystyle w_{j};} quy ước này nhằm tránh nhầm lẫn trong tính toán tường minh.)
Đặt {\displaystyle B_{\text{mới}}=(w_{1},\ldots ,w_{n}),} ta có {\displaystyle B_{\text{mới}}} là cơ sở của V khi và chỉ khi ma trận A là khả nghịch, hay nói một cách tương đương là nó có định thức khác 0. Trong trường hợp này, A được gọi là ma trận chuyển cơ sở, từ cơ sở {\displaystyle B_{\text{cũ}}} đến cơ sở {\displaystyle B_{\text{mới}}}.
Cho trước một vectơ {\displaystyle z\in V,} ta có {\displaystyle (x_{1},\ldots ,x_{n})} là tọa độ của nó đổi với {\displaystyle B_{\text{cũ}}}, và {\displaystyle (y_{1},\ldots ,y_{n})} là tọa độ của nó đối với {\displaystyle B_{\text{mới}}}; tức là:
{\displaystyle z=\sum _{i=1}^{n}x_{i}v_{i}=\sum _{j=1}^{n}y_{j}w_{j}.}
(Ta có thể chọn biến chỉ số lấy tổng giống nhau ở cả hai tổng trên, nhưng việc chọn hai biến chỉ số phân biệt: i cho cơ sở cũ, và j cho cơ sở mới, nhằm làm rõ ràng hơn các công thức suy ra từ đó, và để tránh nhầm lẫn trong chứng minh và tính toán.)
Công thức chuyển cơ sở liên hệ tọa độ đối với cơ sở cũ với tọa độ đối với cơ sở mới. Với cách ký hiệu như trên, nó là
{\displaystyle x_{i}=\sum _{j=1}^{n}a_{i,j}y_{j}\qquad {\text{với }}i=1,\ldots ,n.}
Dưới dạng ma trận, công thức chuyển đổi cơ sở có thể viết là
{\displaystyle \mathbf {x} =A\,\mathbf {y} ,}
trong đó {\displaystyle \mathbf {x} } và {\displaystyle \mathbf {y} } là các ma trận cột gồm các tọa độ của z trong các cơ sở tương ứng {\displaystyle B_{\text{cũ}}\colon } và {\displaystyle B_{\text{mới}}.}
Chứng minh: Sử dụng định nghĩa trên của ma trận chuyển cơ sở, ta có
{\displaystyle {\begin{aligned}z&=\sum _{j=1}^{n}y_{j}w_{j}\\&=\sum _{j=1}^{n}\left(y_{j}\sum _{i=1}^{n}a_{i,j}v_{i}\right)\\&=\sum _{i=1}^{n}\left(\sum _{j=1}^{n}a_{i,j}y_{j}\right)v_{i}.\end{aligned}}}
Bởi {\displaystyle z=\textstyle \sum _{i=1}^{n}x_{i}v_{i},} công thức chuyển cơ sở là kết quả của sự phân tích duy nhất một vectơ trên một cơ sở.
Phép chuyển cơ sở cũng là một biến đổi tuyến tính, biểu diễn bởi ma trận chuyển cơ sở.

## Ví dụ
Xét không gian vectơ Euclid {\displaystyle \mathbb {R} ^{2}.} Cơ sở chính tắc của không gian này bao gồm hai vectơ {\displaystyle v_{1}=(1,0)} và {\displaystyle v_{2}=(0,1).} Nếu ta quay hai vectơ này một góc t, ta có cơ sở mới gồm các vectơ {\displaystyle w_{1}=(\cos t,\sin t)} và {\displaystyle w_{2}=(-\sin t,\cos t).}
Vì vậy, ma trận chuyển cơ sở là {\displaystyle {\begin{bmatrix}\cos t&-\sin t\\\sin t&\cos t\end{bmatrix}}.}
Công thức chuyển cơ sở khẳng định rằng, nếu {\displaystyle y_{1},y_{2}} là các tọa độ mới của một vectơ {\displaystyle (x_{1},x_{2}),} thì ta có
{\displaystyle {\begin{bmatrix}x_{1}\\x_{2}\end{bmatrix}}={\begin{bmatrix}\cos t&-\sin t\\\sin t&\cos t\end{bmatrix}}\,{\begin{bmatrix}y_{1}\\y_{2}\end{bmatrix}}.}
Tức là,
{\displaystyle x_{1}=y_{1}\cos t-y_{2}\sin t\qquad {\text{và}}\qquad x_{2}=y_{1}\sin t+y_{2}\cos t.}
Có thể kiểm tra điều này bằng cách viết lại
{\displaystyle {\begin{aligned}x_{1}v_{1}+x_{2}v_{2}&=(y_{1}\cos t-y_{2}\sin t)v_{1}+(y_{1}\sin t+y_{2}\cos t)v_{2}\\&=y_{1}(\cos(t)v_{1}+\sin(t)v_{2})+y_{2}(-\sin(t)v_{1}+\cos(t)v_{2})\\&=y_{1}w_{1}+y_{2}w_{2}.\end{aligned}}}

## Biến đổi tuyến tính
Xét biến đổi tuyến tính T: W → V từ một không gian vectơ W có số chiều n vào một không gian vectơ V có số chiều m. Ma trận biểu diễn cho biến đổi này đối với các cơ sở "cũ" của V và W là một ma trận M cỡ m×n. Phép chuyển cơ sở trong không gian V được xác định bởi ma trận chuyển cơ sở P cỡ m×m, và trong không gian W thì ma trận chuyển cơ sở là Q cỡ n×n.
Đối với các cơ sở "mới", ma trận của biến đổi T là
{\displaystyle P^{-1}MQ.}
Đây là một hệ quả đơn giản của công thức chuyển cơ sở.

## Tự đồng cấu
Tự đồng cấu tuyến tính là các biến đổi tuyến tính từ một không gian vectơ V vào chính nó. Đối với phép chuyển cơ sở với tự đồng cấu, công thức ở mục trước vẫn được áp dụng, nhưng ở trường hợp này ma trận chuyển cơ sở là giống nhau. Tức là, nếu M là một ma trận vuông biểu diễn cho một tự đồng cấu trên V đối với một cơ sở "cũ", còn P là ma trận chuyển cơ sở, thì ma trận của tự đồng cấu đối với cơ sở "mới" là
{\displaystyle P^{-1}MP.}
Bởi vì mọi ma trận khả nghịch đều có thể được dùng làm ma trận chuyển cơ sở, từ điều này suy ra hai ma trận là đồng dạng khi và chỉ khi chúng biểu diễn cho cùng một tự đồng cấu đối với hai cơ sở khác nhau.

## Dạng song tuyến tính
Một dạng song tuyến tính trên một không gian vectơ V trên một trường F là một hàm V × V → F mà nó tuyến tính đối với cả hai đối số. Tức là B : V × V → F là song tuyến tính nếu các ánh xạ {\displaystyle v\mapsto B(v,w)} và {\displaystyle v\mapsto B(w,v)} là tuyến tính với {\displaystyle w\in V} được giữ cố định.
Ma trận B của dạng song tuyến tính B trên một cơ sở {\displaystyle (v_{1},\ldots ,v_{n})} (gọi là cơ sở "cũ") là ma trận mà phần tử ở hàng i và cột j là B(i, j). Điều này suy ra rằng nếu v và w là các ma trận cột gồm tọa độ của hai vectơ v và w, ta có
{\displaystyle B(v,w)=\mathbf {v} ^{\mathsf {T}}\mathbf {B} \mathbf {w} ,}
trong đó {\displaystyle \mathbf {v} ^{\mathsf {T}}}ký hiệu chuyển vị của ma trận v.
Nếu P là ma trận chuyển cơ sở, thì ma trận của dạng song tuyến tính đối với cơ sở mới là
{\displaystyle P^{\mathsf {T}}\mathbf {B} P.}
Một dạng song tuyến tính đối xứng là dạng song tuyến tính B sao cho {\displaystyle B(v,w)=B(w,v)} đối với mọi vectơ v và w trong V. Theo đó ta có ma trận của B là ma trận đối xứng đối với mọi cơ sở. Có thể suy ra từ đây rằng thuộc tính đối xứng của ma trận phải được bảo toàn bởi phép chuyển cơ sở. Ta có thể tính toán để kiểm chứng điều này, nhớ rằng chuyển vị của tích ma trận bằng tích các chuyển vị theo thứ tự ngược lại, cụ thể:
{\displaystyle (P^{\mathsf {T}}\mathbf {B} P)^{\mathsf {T}}=P^{\mathsf {T}}\mathbf {B} ^{\mathsf {T}}P,}
và hai vế của phương trình này đều bằng {\displaystyle P^{\mathsf {T}}\mathbf {B} P} nếu ma trận B là đối xứng.
Nếu đặc số của trường nền F không phải là 2, thì đối với mỗi dạng song tuyến tính đối xứng tồn tại một cơ sở mà ở đó ma trận của nó là ma trận đường chéo. Hơn nữa, các phần tử khác 0 trên đường chéo được xác định bởi phép nhân với ma trận vuông. Vì thế nếu trường nền là trường số thực {\displaystyle \mathbb {R} }, các phần tử khác 0 này có thể được chọn là 1 hoặc –1. Định lý quán tính Sylvester khẳng định rằng số các số 1 và –1 chỉ phụ thuộc vào dạng song tuyến tính và không phụ thuộc chuyển cơ sở.
Dạng song tuyến tính đối xứng trên các số thực thường gặp trong hình học và vật lý, cụ thể là trong nghiên cứu về các mặt bậc hai và quán tính của một vật rắn. Trong các trường hợp này, sử dụng cơ sở trực chuẩn là hữu ích; điều này có nghĩa là ta thường muốn giới hạn thực hiện các phép chuyển cơ sở có ma trận chuyển cơ sở là trực giao, tức là ma trận sao cho {\displaystyle P^{\mathsf {T}}=P^{-1}.} Các ma trận như vậy có tính chất cơ bản là các công thức chuyển cơ sở là giống nhau đối với một dạng song tuyến tính đối xứng và tự đồng cấu được biểu diễn bởi cùng một ma trận đối xứng. Định lý phổ khẳng định rằng, cho một ma trận đối xứng như vậy, tồn tại một phép chuyển cơ sở trực giao sao cho ma trận kết quả (của cả dạng song tuyến tính và tự đồng cấu) là một ma trận đường chéo với các giá trị riêng của ma trận ban đầu nằm trên đường chéo. Một hệ quả là trên trường số thực, nếu ma trận của một tự đồng cấu là đối xứng thì nó là chéo hóa được.